# Cai Theodor Dame
Cai Friedrich Theodor Dame (* 9. Januar 1851 in Wesselburen; † 4. Februar 1937 in Konstanz) war ein preußischer Generalleutnant.

## Leben

### Herkunft
Cai Dame war das älteste Kind von Wilhelm August Dame (1814–1888) und dessen Ehefrau Johanna Maria, geborene Prien (1821–1910).

### Militärkarriere
Nach dem Besuch der Allgemeinbildenden Schule in Flensburg trat Dame während des Krieges gegen Frankreich am 29. Juli 1870 als Einjährig-Freiwilliger in das Feldartillerie-Regiment Nr. 9 der Preußischen Armee ein und beteiligte sich an der Belagerung von Metz sowie den Schlachten bei Orléans, Beaugency und Le Mans. Unter Beförderung zum Portepeefähnrich wurde Dame nach dem Krieg Mitte August 1872 in das 6. Badische Infanterie-Regiment Nr. 114 nach Konstanz versetzt und avancierte bis Mitte April 1873 zum Leutnant. Zur weiteren Ausbildung absolvierte er für drei Jahre die Kriegsakademie in Berlin. Nach seinem erfolgreichen Abschluss wurde Dame Mitte April 1883 zum Premierleutnant befördert und stieg am 22. März 1889 als Hauptmann zum Chef der 12. Kompanie seines Regiments auf. Am 15. Dezember 1890 erfolgte mit Wirkung zum 1. Januar 1891 seine Kommandierung auf sechs Monate zur Dienstleistung beim Nebenetat des Großen Generalstab nach Berlin. Unter Verlängerung seines Kommandos wurde Dame am 29. Juni 1891 seinem Regiment aggregiert und Mitte November 1891 unter Stellung à la suite in den Nebenetat des Großen Generalstabes einrangiert.
Mit Wirkung vom 18. Dezember 1894 übernahm er die Leitung der Sektion III b im Großen Generalstab und löste damit den bisherigen Chef Major Mueller ab. Am 20. Mai wurde Dame zum Major im Großen Generalstab befördert. Seine Aufgaben als Leiter der Sektion III b übte er bis Ende 1900 aus und wurde dann am 18. Oktober des Jahres Bataillonskommandeur im 4. Badischen Infanterie-Regiment „Prinz Wilhelm“ Nr. 112. Sein Nachfolger in der Sektion III b war Major Karl Brose, der die von Dame begonnene Neuausrichtung des militärischen Nachrichtendienstes fortsetzte.
Daran schloss sich vom 17. Mai 1902 bis zum 9. Februar 1905 eine Verwendung als Oberstleutnant beim Stab des Infanterie-Regiments „Graf Schwerin“ (3. Pommersches) Nr. 14 in Bromberg an. Zum 12. Februar 1905 schied Dame aus der Armee aus und trat anschließend zur Schutztruppe für Deutsch-Südwestafrika über. Hier war er zunächst als Etappenkommandeur tätig und wurde in dieser Eigenschaft am 18. Mai 1905 zum Oberst befördert. Die Situation, die er vor Ort antraf, war mehr als verfahren. Generalleutnant Lothar von Trotha, der zu dieser Zeit noch den Oberbefehl über die Schutztruppe innehatte, hatte mit drakonischen und menschenverachtenden Maßnahmen versucht, gegen die in dem Gebiet ansässigen afrikanischen Stämme vorzugehen und damit ihren Widerstand gegen die Kolonisten zu brechen. Sein militärisches Ziel bestand in der „Vernichtung des Gegners“ (Vernichtungsbefehl) ohne Nachsehen. In der Entscheidungsschlacht am 11. August 1904 am Waterberg hatte er eine deutliche Niederlage hinnehmen müssen. Den darauffolgenden Aufstand der Namas und deren befreundeten Herero im Oktober schlug er mit voller Härte des militärisch Überlegenen, durch grausamste Methoden nieder, die heute als Völkermord gelten. Mit der daraufhin im deutschen Reichstag durchgesetzten Ablösung Lothar von Trothas übernahm Dame am 19. November 1905 kommissarisch das Kommando über die Schutztruppe. An der Seite des ebenfalls kurzfristig eingesetzten neuen Gouverneurs Friedrich von Lindequist gelang es ihm, in kleinen Schritten, zumindest die verfahrene Lage etwas auszugleichen. Als es jedoch um die Entscheidung des zukünftigen Oberkommandierenden ging, wurde, trotz guter Ergebnisse, die er durch seine Führung erreicht hatte, ihm der ähnlich umstrittene Oberst Berthold von Deimling vorgezogen. Das enttäuschte ihn, wie er daraufhin in seinen persönlichen Aufzeichnungen festhielt, erheblich. Daraufhin musste er am 23. Juni 1906 das kommissarische Amt abgeben. Deimling traf am 5. Juli 1906 in Afrika ein und übernahm den Kommandeursposten von Dame.
Am 14. April schied Dame mit Wirkung zum 30. April 1907 aus dem Kolonialdienst und wurde am 1. Mai 1907 als Kommandeur des Niederrheinischen Füsilier-Regiments Nr. 39 in Düsseldorf wieder in der Preußischen Armee angestellt. Als solcher initiierte er 1908 dort das Kolonialkriegerdenkmal des Regiments. Unter Ernennung zum Kommandeur der 26. Infanterie-Brigade erfolgte am 19. August 1909 seine Beförderung zum Generalmajor. In Genehmigung seines Abschiedsgesuches wurde Dame am 22. April 1912 unter Verleihung des Charakters als Generalleutnant mit der gesetzlichen Pension zur Disposition gestellt.
Mit Beginn des Ersten Weltkriegs wurde Dame gemäß Mobilmachungsbestimmung als z.D.-Offizier wiederverwendet und erhielt das Kommando über die stellvertretende 55. Infanterie-Brigade in Karlsruhe. An der Westfront übernahm er am 1. Dezember 1914 die Garde-Ersatz-Brigade im Abschnitt von Verdun. Vom 1. Juli bis zum 4. Oktober 1916 war er Kommandeur der stellvertretenden 7. Infanterie-Brigade in Bromberg und anschließend mit der Aufstellung der 403. Infanterie-Brigade Kommandeur dieses Großverbandes bei der 205. Infanterie-Division an der Ostfront. Mit Aufhebung seiner Mobilmachungsbestimmung gab er am 20. Juli 1918 das Kommando an Oberst Friedrich Krumme ab.
Cai Theodor Dame verstarb am 4. Februar 1937 in Konstanz.

### Familie
Dame heiratete 1881 Jenny Hitzenberger, mit der er vier Kinder hatte.